# Ligasystemet i nordirsk fodbold
Ligasystemet i nordirsk fodbold er et system af fodboldligaer og -divisioner i Nordirland, der er forbundne ved jævnlig op- og nedrykning af klubberne mellem divisionerne.
Ligaerne og divisionerne opdeles overordnet i tre kategorier:
- Senior, som kun omfatter den bedste række, IFA Premiership.
- Intermediate, som omfatter de to divisioner i ligaen på niveau 2-3, IFA Premiership, de øverste divisioner i de fire regionale ligaer umiddelbart under IFA Premiership samt reserveholdsligaen IFA Reserve League for de 12 Premiership-klubber.
- Junior, som omfatter en lang række divisioner for amatørklubber. Hertil kommer diverse rækker for øvrige reservehold.

## Nuværende system
Senior-kategorien består af den højst rangerede nationale liga, IFA Premiership, der består af én division med 12 semiprofessionelle klubber.
Intermediate-kategorien består bl.a. af den anden nationale liga, IFA Championship, der består af to divisioner med 14 hold i IFA Championship 1 og 16 hold i IFA Championship 2. Vinderen af IFA Championship 1 rykker op i IFA Premiership, mens nr. 2 spiller om oprykning mod nr. 11 fra Premiership. Oprykning til Premiership er imidlertid afhængig af, at de pågældende klubber har opnået en national licens. Hvis vinderen af IFA Championship 1 ikke har en national licens, beholder nr. 11 fra Premiership sin plads i rækken, og så spiller nr. 2 fra Championship 1 i stedet for om oprykning mod nr. 12 fra Premiership. Hvis ingen af de to bedst placerede hold i IFA Championship 1 har en national licens, er det ingen oprykning fra rækken.
Umiddelbart under IFA Championship, finder man fire regionale ligaer:
- Ballymena & Provincial Intermediate League, der består af fire divisioner, hvoraf Premier Division tilhører intermediate-kategorien.
- Mid-Ulster Football League, der består af ni divisioner, hvoraf de to øverste tilhører intermediate-kategorien.
- Northern Amateur Football League, der består af 13 divisioner, hvor de fire øverste tilhører intermediate-kategorien.
- Northern Ireland Intermediate League, der består af 12 hold i én intermediate-division

Klubber i disse ligaer kan kun opnå oprykning til IFA Championship, hvis de vinder deres respektive liga og opfylder visse kriterier. Hvis mere end én ligavinder opfylder kriterierne, spiller de pågældende hold om én oprykningsplads til IFA Championship.
Endvidere tilhører reserveholdsligaen for de 12 Premiership-klubber, IFA Reserve League, intermediate-kategorien.
Alle andre divisioner betragtes som junior-ligaer, hvilket er det laveste niveau.
| Niveau | Ligaer og divisioner                                                | Ligaer og divisioner                              | Ligaer og divisioner                                      | Ligaer og divisioner                         |
| ------ | ------------------------------------------------------------------- | ------------------------------------------------- | --------------------------------------------------------- | -------------------------------------------- |
| 1      | IFA Premiership 12 hold                                             | IFA Premiership 12 hold                           | IFA Premiership 12 hold                                   | IFA Premiership 12 hold                      |
| 2      | IFA Championship 1 14 hold                                          | IFA Championship 1 14 hold                        | IFA Championship 1 14 hold                                | IFA Championship 1 14 hold                   |
| 3      | IFA Championship 2 16 hold                                          | IFA Championship 2 16 hold                        | IFA Championship 2 16 hold                                | IFA Championship 2 16 hold                   |
| 4      | Ballymena & Provincial Intermediate League Premier Division 11 hold | Mid-Ulster Football League Intermediate A 12 hold | Northern Amateur Football League Premier Division 14 hold | Northern Ireland Intermediate League 12 hold |
| 5      | Ballymena & Provincial Intermediate League Division 1               | Mid-Ulster Football League Intermediate B 12 hold | Northern Amateur Football League Division 1A 14 hold      |                                              |
| 6      | Ballymena & Provincial Intermediate League Division 2               | Mid-Ulster Football League Division 1             | Northern Amateur Football League Division 1B 14 hold      |                                              |
| 7      | Ballymena & Provincial Intermediate League Division 3               | Mid-Ulster Football League Division 2             | Northern Amateur Football League Division 1C 14 hold      |                                              |
| 8      |                                                                     | Mid-Ulster Football League Division 3             | Northern Amateur Football League Division 2A              |                                              |
| 9      |                                                                     |                                                   | Northern Amateur Football League Division 2B              |                                              |
| 10     |                                                                     |                                                   | Northern Amateur Football League Division 2C              |                                              |